# Clorofònia de clatell blau
La clorofònia de clatell blau (Chlorophonia cyanea) és una espècie d'ocell de la família dels fringíl·lids (Fringillidae).

## Descripció
- Fa uns 10 cm i pesa 13 grams. Anell ocular blau.
- Mascles amb cap i coll verd amb el front daurat. Esquena, ales i gropa principalment blau. Abdomen daurat.
- Femelles amb dors verdós i una taca triangular blava al clatell.

## Hàbitat i distribució
Habita la selva humida, altres formacions boscoses i jardins de les muntanyes de Colòmbia, Veneçuela, Guyana, est de l'Equador i del Perú, nord i est de Bolívia, oest, est i sud-est del Brasil, el Paraguai i nord-est de l'Argentina.

## Subespècies
- C. c. cyanea (Thunberg, 1822). Sud-est de Brasil, est de Paraguai i nord-est de l'Argentina.
- C. c. frontalis (Sclater PL, 1851). Nord de Veneçuela.
- C. c. intensa (Zimmer, 1943). Oest de Colòmbia.
- C. c. longipennis (Du Bus de Gisignies, 1855). Des de l'oest de Veneçuela, a través de Colòmbia, Equador i Perú, fins al centre Bolívia.
- C. c. minuscula (Hellmayr, 1922). Nord-est de Veneçuela.
- C. c. psittacina (Bangs, 1902). Nord de Colòmbia.
- C. c. roraimae (Salvin et Godman), 1884. Sud de Veneçuela, nord-oest de Brasil i Guyana.